# Economic Modelling
Economic Modeling és una revista acadèmica mensual revisada per parells sobre economia publicada per Elsevier. Els redactors en cap són Angus C. Chu (Universitat de Macau) i Sushanta K. Mallick (Universitat Queen Mary de Londres).
La revista està resumida i indexada pel Social Sciences Citation Index, Current Contents/Social and Behavioral Sciences, EconLit, International Bibliography of the Social Sciences, ProQuest, Research Papers in Economics, Scopus i Social Science Research Network. Segons Journal Citation Reports, la revista té un factor d'impacte 2021 de 3.875.